# Fann Wong
Fann Woon Fong, singaporsk 范雯芳; født 27. januar 1971), bedre kendt under sit kunstnernavn Fann Wong, er en Singaporesk skuespillerinde, sangerinde og model. Hun er muligvis bedst kendt i Hollywood for sin rolle som Chon Lin i komediefilmen Shanghai Knights fra 2003, med Jackie Chan og Owen Wilson i hovedrollerne. For rollen blev hun nomineret til en pris under MTV Movie Awards 2003, under kategorien Bedste Kamp,